# 诺德基兴宫

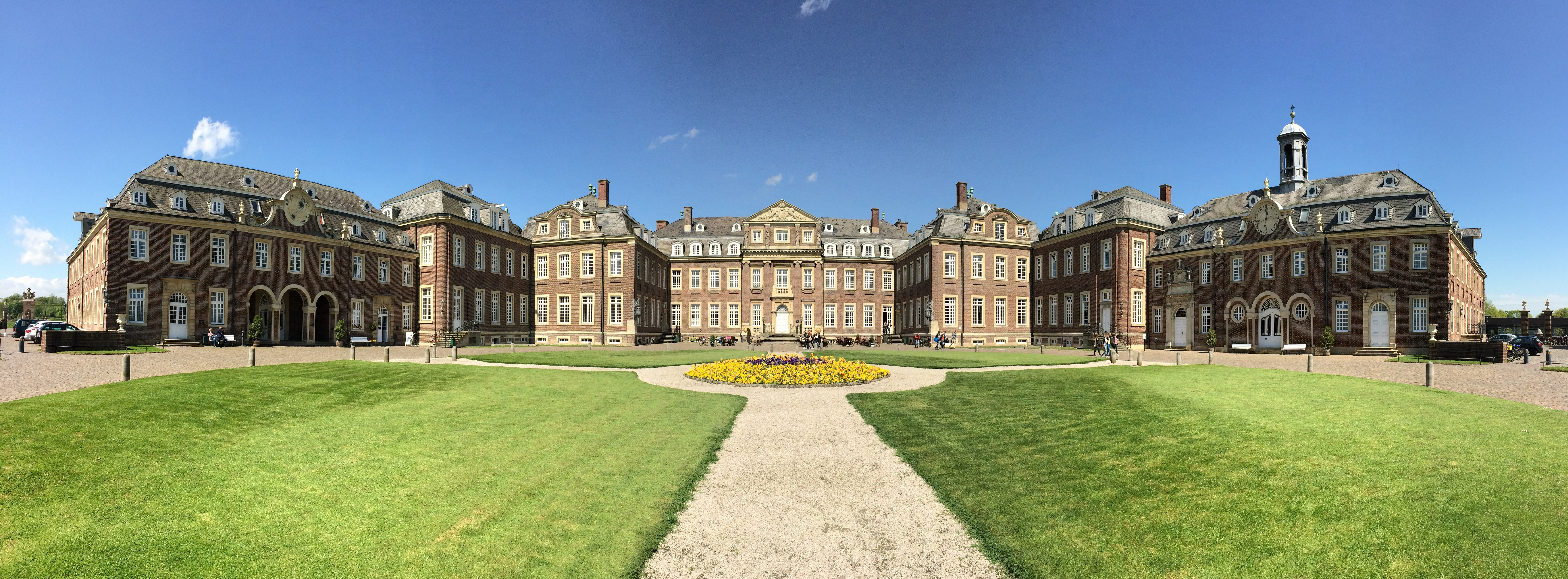

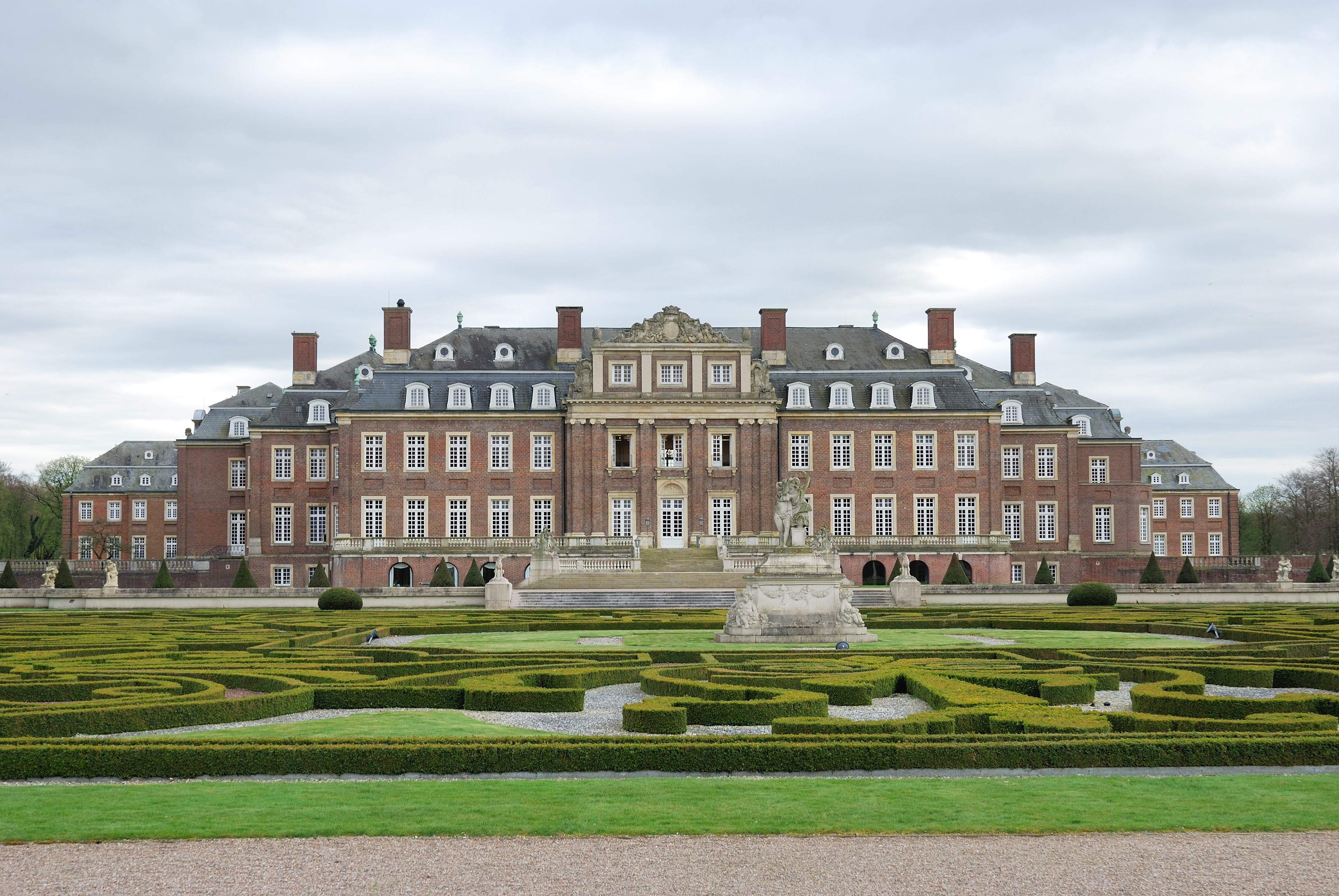
诺德基兴宫

诺德基兴宫（Schloss Nordkirchen）位于德国北莱茵-威斯特法伦州科斯费尔德县诺德基兴，建造于1703年到1734年，被称为“威斯特法伦的凡尔赛宫”。

## 建造历史
宫殿位于一个正方形的岛屿上，周围是宽阔的类似护城河的人工渠。在岛上四个角落为四个独立的小阁楼。 
宫殿及其附属建筑的设计师为戈特弗里德·劳伦茨·皮克托里乌斯（Gottfried Laurenz Pictorius）、小彼得·皮克托里乌斯（Peter Pictorius the Younger，自1706年开始）和约翰·康拉德·施劳恩（Johann Conrad Schlaun，自1724年开始）。高大的主建筑的两侧是对称的，从中间到两侧逐渐降低，建筑呈U型围绕中央庭院，其中一侧包括了教堂。
如今，宫殿的部分建筑和花坛以及周围的公园对外开放，教堂可租用举办婚礼。